# Ronald Henry Senior
Ronald Henry Senior, britanski general, * 1904, † 1988.